# Schiffssetzungen auf Gotland

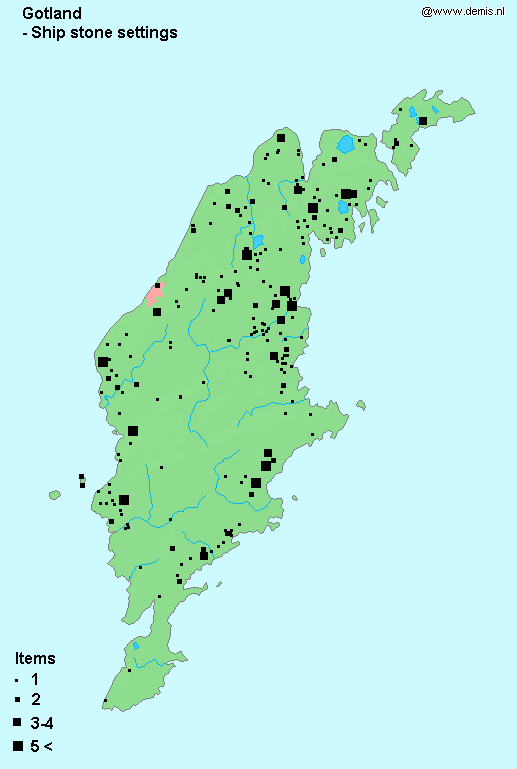
Schiffssetzungen auf Gotland

Von den Schiffssetzungen auf Gotland sind noch etwa 350 erhalten. Joakim Wehlin schreibt, dass 30–40 % der Schiffe auf Gotland seit der jüngeren Bronzezeit verschwunden sind. Eine niedrige Schätzung der ursprünglichen Anzahl könnte 800 sein.
Rund um die Ostsee gibt es fast 650 Steinschiffe aus der jüngeren Bronzezeit (1100–700 v. Chr.), von denen sich die meisten auf den Ålandinseln und den größeren Inseln Bornholm, Gotland, Öland und Saaremaa finden. Sie kommen teilweise eng benachbart vor und bilden zehnmal Gruppen von fünf Schiffen.

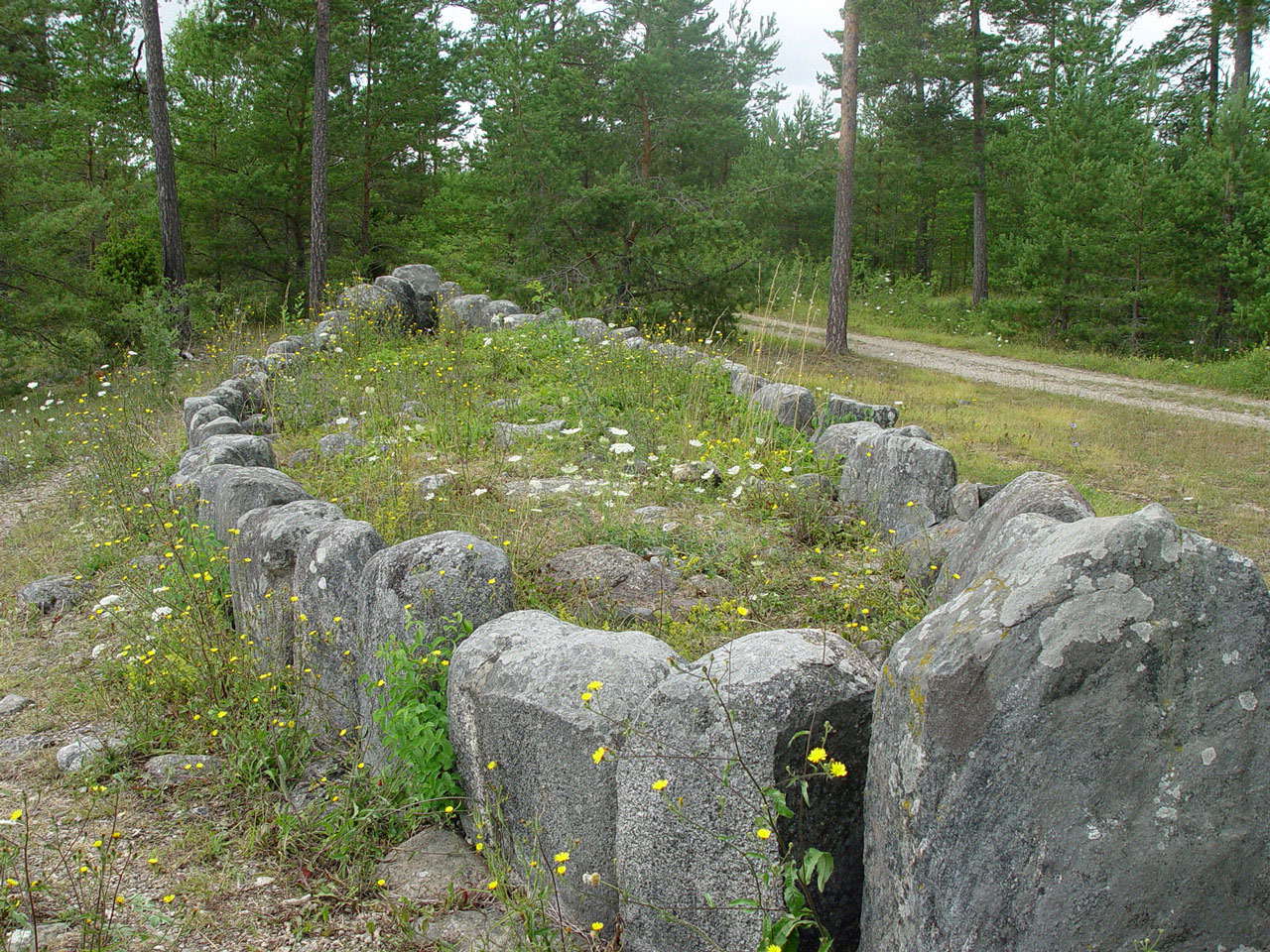
Schiffssetzung Tjelvars Grab

Die Schiffssetzungen (schwedisch skeppssättning) auf der schwedischen Insel Gotland stellen die größte Konzentration dieser Fundgattung dar. Zwar gibt es Schiffssetzungen in Dänemark, Südschweden sowie Teilen des Baltikums und in Vorpommern; jedoch wird aufgrund der hohen Anzahl von Schiffssetzungen auf Gotland angenommen, dass die Idee dort ihren Ausgangspunkt hatte. Aufgrund der lithischen Ausgangslage sind sie hingegen von ihrer Größe her den südskandinavischen Anlagen unterlegen. Die meisten sind aus Findlingen erstellt. Im Gräberfeld von Domarlunden gibt es ein Schiff aus Kalksteinplatten.
Bekannte Schiffssetzungen befinden sich bei Djupvik, Domarlunden (Richterwald – fünf Schiffe), Gålrum, Gannarve, Gnisvärd (mit 47 m die größte der Insel), Rannarve (vier Schiffe) und Tjälder (Tjelvars Grab).
Weitere bedeutende Fundplätze sind:
- Gräberfeld von Annelund (Reste am Flupplatz Visby)
- Schiffssetzungen von Follingbo bei Visby
- Gräberfeld von Barshalder
- Schiffssetzungen von Bändelens täppo bei Lau
- Lilla Karlsö